# Pavetta cooperi
Pavetta cooperi là một loài thực vật có hoa trong họ Thiến thảo. Loài này được Harv. & Sond. mô tả khoa học đầu tiên năm 1865.